# Eyvindr Skáldaspillir
Eyvindr Skáldaspillir, pe numele adevărat Eyvindr Finsson (n. c. 920 - d. c. 990) a fost un poet norvegian, ultimul dintre marii scalzi ai acestei țări.
Opera sa, Cântecele lui Haakon ("Hákonarmál"), reprezintă o cronică a domniei regelui Haakon cel Bun.
Sunt descrise obiceiuri străvechi și credințe păgâne.
Aceasta scriere este un document valoros privitor la mitologia Valkiriei și Valhallei.